# اخامب
اخامب (به لاتین: Akhamb) یک منطقهٔ مسکونی در وانواتو است که در Malampa Province واقع شده‌است.

## خصوصیات
اخامب ۶۴۶ نفر جمعیت دارد.